# Pulau Masalembu Besar
Pulau Masalembu Besar är en ö i Indonesien. Den ligger i den västra delen av landet, 800 km öster om huvudstaden Jakarta. Arean är 24,9 kvadratkilometer.
Terrängen på Pulau Masalembu Besar är platt. Öns högsta punkt är 164 meter över havet. Den sträcker sig 6,5 kilometer i nord-sydlig riktning, och 6,9 kilometer i öst-västlig riktning.